# Zicht op Murnau met kerk
Zicht op Murnau met kerk (Blick auf Murnau mit Kirche) is een schilderij van de Russische kunstschilder Wassily Kandinsky.
Het is een olieverf op linnen schilderij van 110,6 × 120 cm. Kandinsky heeft het gemaakt in 1910. 
Het is een expressionistisch schilderij van Murnau met de kerk.
De kunstenaarsechtparen Gabriele Münter-Wassily Kandinsky en Marianne von Werefkin-Alexej Jawlensky waren voor het eerst gezamenlijk in 1908 in Murnau. Zij maakten verschillende schilderijen van het dorp en omgeving tot circa 1914. Deze periode wordt ook wel de Murnauer Zeit genoemd.